# Collegi elettorali della Camera dei deputati del 2020
I collegi elettorali della Camera dei deputati del 2020,  in applicazione della Legge Rosato, sono contemplati dalle tabelle A1 (per i collegi uninominali) e A2 (per i collegi plurinominali) di cui al decreto legislativo 23 dicembre 2020, n. 177, emanato dopo l'entrata in vigore della legge costituzionale n. 19 ottobre 2020, n. 1, in materia di riduzione del numero dei parlamentari.
La legge costituzionale, sottoposta a referendum su iniziativa di 71 senatori, è entrata in vigore in seguito al referendum costituzionale del 2020: così, a partire dalla legislatura successiva all'approvazione della riforma, il numero dei deputati è previsto passare da 630 a 400 e quello dei senatori da 315 a 200.
Sono stati espressamente aboliti i collegi elettorali precedenti (decreto legislativo 12 dicembre 2017, n. 189), mentre le circoscrizioni elettorali restano quelle previste dalla «legge Rosato» (legge 3 novembre 2017, n. 165, tabella A).

## Lista
| Regioni (deputati eletti)        | Circoscrizioni                    | Circoscrizioni             | Collegi plurinominali (N. deputati) | Collegi uninominali                                                                       | Collegi uninominali                                                    | Collegi uninominali |
| Regioni (deputati eletti)        | Denominazione                     | Localizzazione             | Collegi plurinominali (N. deputati) | Denominazione                                                                             | Comune/area sub-comunale con la maggiore ampiezza demografica          |                     |
| -------------------------------- | --------------------------------- | -------------------------- | ----------------------------------- | ----------------------------------------------------------------------------------------- | ---------------------------------------------------------------------- | ------------------- |
| Piemonte (29)                    | 1 - Piemonte 1 (15)               |                            | Piemonte 1 - 01 (5+3)               | Piemonte 1 - 01                                                                           | Torino: Circoscrizione 2 - Santa Rita - Mirafiori Nord - Mirafiori Sud |                     |
| Piemonte (29)                    | 1 - Piemonte 1 (15)               | Piemonte 1 - 02            | Piemonte 1 - 01 (5+3)               | Torino: Circoscrizione 3 - San Paolo - Cenisia - Pozzo Strada - Cit Turin - Borgata Lesna |                                                                        |                     |
| Piemonte (29)                    | 1 - Piemonte 1 (15)               | Piemonte 1 - 03            | Piemonte 1 - 01 (5+3)               | Collegno                                                                                  |                                                                        |                     |
| Piemonte (29)                    | 1 - Piemonte 1 (15)               | Piemonte 1 - 02 (5+2)      | Piemonte 1 - 04                     | Chieri                                                                                    |                                                                        |                     |
| Piemonte (29)                    | 1 - Piemonte 1 (15)               | Piemonte 1 - 02 (5+2)      | Piemonte 1 - 05                     | Moncalieri                                                                                |                                                                        |                     |
| Piemonte (29)                    | 2 - Piemonte 2 (14)               |                            | Piemonte 2 - 01 (4+2)               | Piemonte 2 - 02                                                                           | Novara                                                                 |                     |
| Piemonte (29)                    | 2 - Piemonte 2 (14)               | Piemonte 2 - 03            | Piemonte 2 - 01 (4+2)               | Vercelli                                                                                  |                                                                        |                     |
| Piemonte (29)                    | 2 - Piemonte 2 (14)               | Piemonte 2 - 02 (5+3)      | Piemonte 2 - 01                     | Alessandria                                                                               |                                                                        |                     |
| Piemonte (29)                    | 2 - Piemonte 2 (14)               | Piemonte 2 - 02 (5+3)      | Piemonte 2 - 04                     | Asti                                                                                      |                                                                        |                     |
| Piemonte (29)                    | 2 - Piemonte 2 (14)               | Piemonte 2 - 02 (5+3)      | Piemonte 2 - 05                     | Cuneo                                                                                     |                                                                        |                     |
| Lombardia (64)                   | 3 - Lombardia 1 (25)              |                            | Lombardia 1 - 01 (8+5)              | Lombardia 1 - 04                                                                          | Rozzano                                                                |                     |
| Lombardia (64)                   | 3 - Lombardia 1 (25)              | Lombardia 1 - 05           | Lombardia 1 - 01 (8+5)              | Legnano                                                                                   |                                                                        |                     |
| Lombardia (64)                   | 3 - Lombardia 1 (25)              | Lombardia 1 - 07           | Lombardia 1 - 01 (8+5)              | Milano: NIL 20 - Loreto                                                                   |                                                                        |                     |
| Lombardia (64)                   | 3 - Lombardia 1 (25)              | Lombardia 1 - 08           | Lombardia 1 - 01 (8+5)              | Milano: NIL 52 - Bande Nere                                                               |                                                                        |                     |
| Lombardia (64)                   | 3 - Lombardia 1 (25)              | Lombardia 1 - 09           | Lombardia 1 - 01 (8+5)              | Milano: NIL 21 - Buenos Aires - Venezia                                                   |                                                                        |                     |
| Lombardia (64)                   | 3 - Lombardia 1 (25)              | Lombardia 1 - 02 (8+4)     | Lombardia 1 - 01                    | Monza                                                                                     |                                                                        |                     |
| Lombardia (64)                   | 3 - Lombardia 1 (25)              | Lombardia 1 - 02 (8+4)     | Lombardia 1 - 02                    | Seregno                                                                                   |                                                                        |                     |
| Lombardia (64)                   | 3 - Lombardia 1 (25)              | Lombardia 1 - 02 (8+4)     | Lombardia 1 - 03                    | Cologno Monzese                                                                           |                                                                        |                     |
| Lombardia (64)                   | 3 - Lombardia 1 (25)              | Lombardia 1 - 02 (8+4)     | Lombardia 1 - 06                    | Sesto San Giovanni                                                                        |                                                                        |                     |
| Lombardia (64)                   | 4 - Lombardia 2 (14)              |                            | Lombardia 2 - 01 (4+2)              | Lombardia 2 - 01                                                                          | Varese                                                                 |                     |
| Lombardia (64)                   | 4 - Lombardia 2 (14)              | Lombardia 2 - 02           | Lombardia 2 - 01 (4+2)              | Busto Arsizio                                                                             |                                                                        |                     |
| Lombardia (64)                   | 4 - Lombardia 2 (14)              | Lombardia 2 - 02 (5+3)     | Lombardia 2 - 03                    | Como                                                                                      |                                                                        |                     |
| Lombardia (64)                   | 4 - Lombardia 2 (14)              | Lombardia 2 - 02 (5+3)     | Lombardia 2 - 04                    | Sondrio                                                                                   |                                                                        |                     |
| Lombardia (64)                   | 4 - Lombardia 2 (14)              | Lombardia 2 - 02 (5+3)     | Lombardia 2 - 05                    | Lecco                                                                                     |                                                                        |                     |
| Lombardia (64)                   | 5 - Lombardia 3 (14)              |                            | Lombardia 3 - 01 (4+2)              | Lombardia 3 - 01                                                                          | Treviglio                                                              |                     |
| Lombardia (64)                   | 5 - Lombardia 3 (14)              | Lombardia 3 - 02           | Lombardia 3 - 01 (4+2)              | Bergamo                                                                                   |                                                                        |                     |
| Lombardia (64)                   | 5 - Lombardia 3 (14)              | Lombardia 3 - 02 (5+3)     | Lombardia 3 - 03                    | Lumezzane                                                                                 |                                                                        |                     |
| Lombardia (64)                   | 5 - Lombardia 3 (14)              | Lombardia 3 - 02 (5+3)     | Lombardia 3 - 04                    | Brescia                                                                                   |                                                                        |                     |
| Lombardia (64)                   | 5 - Lombardia 3 (14)              | Lombardia 3 - 02 (5+3)     | Lombardia 3 - 05                    | Desenzano del Garda                                                                       |                                                                        |                     |
| Lombardia (64)                   | 6 - Lombardia 4 (11)              |                            | Lombardia 4 - 01 (7+4)              | Lombardia 4 - 01                                                                          | Pavia                                                                  |                     |
| Lombardia (64)                   | 6 - Lombardia 4 (11)              | Lombardia 4 - 02           | Lombardia 4 - 01 (7+4)              | Lodi                                                                                      |                                                                        |                     |
| Lombardia (64)                   | 6 - Lombardia 4 (11)              | Lombardia 4 - 03           | Lombardia 4 - 01 (7+4)              | Cremona                                                                                   |                                                                        |                     |
| Lombardia (64)                   | 6 - Lombardia 4 (11)              | Lombardia 4 - 04           | Lombardia 4 - 01 (7+4)              | Mantova                                                                                   |                                                                        |                     |
| Veneto (32)                      | 7 - Veneto 1 (13)                 |                            | Veneto 1 - 01 (8+5)                 | Veneto 1 - 01                                                                             | Venezia                                                                |                     |
| Veneto (32)                      | 7 - Veneto 1 (13)                 | Veneto 1 - 02              | Veneto 1 - 01 (8+5)                 | Chioggia                                                                                  |                                                                        |                     |
| Veneto (32)                      | 7 - Veneto 1 (13)                 | Veneto 1 - 03              | Veneto 1 - 01 (8+5)                 | Treviso                                                                                   |                                                                        |                     |
| Veneto (32)                      | 7 - Veneto 1 (13)                 | Veneto 1 - 04              | Veneto 1 - 01 (8+5)                 | Castelfranco Veneto                                                                       |                                                                        |                     |
| Veneto (32)                      | 7 - Veneto 1 (13)                 | Veneto 1 - 05              | Veneto 1 - 01 (8+5)                 | Belluno                                                                                   |                                                                        |                     |
| Veneto (32)                      | 8 - Veneto 2 (19)                 |                            | Veneto 2 - 01 (4+3)                 | Veneto 2 - 01                                                                             | Rovigo                                                                 |                     |
| Veneto (32)                      | 8 - Veneto 2 (19)                 | Veneto 2 - 02              | Veneto 2 - 01 (4+3)                 | Selvazzano Dentro                                                                         |                                                                        |                     |
| Veneto (32)                      | 8 - Veneto 2 (19)                 | Veneto 2 - 03              | Veneto 2 - 01 (4+3)                 | Padova                                                                                    |                                                                        |                     |
| Veneto (32)                      | 8 - Veneto 2 (19)                 | Veneto 2 - 02 (4+2)        | Veneto 2 - 04                       | Bassano del Grappa                                                                        |                                                                        |                     |
| Veneto (32)                      | 8 - Veneto 2 (19)                 | Veneto 2 - 02 (4+2)        | Veneto 2 - 05                       | Vicenza                                                                                   |                                                                        |                     |
| Veneto (32)                      | 8 - Veneto 2 (19)                 | Veneto 2 - 03 (4+2)        | Veneto 2 - 06                       | Verona                                                                                    |                                                                        |                     |
| Veneto (32)                      | 8 - Veneto 2 (19)                 | Veneto 2 - 03 (4+2)        | Veneto 2 - 07                       | Villafranca di Verona                                                                     |                                                                        |                     |
| Friuli-Venezia Giulia (8)        | 9 - Friuli-Venezia Giulia         |                            | Friuli-Venezia Giulia - 01 (5+3)    | Friuli-Venezia Giulia - 01                                                                | Pordenone                                                              |                     |
| Friuli-Venezia Giulia (8)        | 9 - Friuli-Venezia Giulia         | Friuli-Venezia Giulia - 02 | Friuli-Venezia Giulia - 01 (5+3)    | Udine                                                                                     |                                                                        |                     |
| Friuli-Venezia Giulia (8)        | 9 - Friuli-Venezia Giulia         | Friuli-Venezia Giulia - 03 | Friuli-Venezia Giulia - 01 (5+3)    | Trieste                                                                                   |                                                                        |                     |
| Liguria (10)                     | 10 - Liguria                      |                            | Liguria - 01 (6+4)                  | Liguria - 01                                                                              | Savona                                                                 |                     |
| Liguria (10)                     | 10 - Liguria                      | Liguria - 02               | Liguria - 01 (6+4)                  | Genova: Municipio VII - Ponente                                                           |                                                                        |                     |
| Liguria (10)                     | 10 - Liguria                      | Liguria - 03               | Liguria - 01 (6+4)                  | Genova: Municipio I - Centro Est                                                          |                                                                        |                     |
| Liguria (10)                     | 10 - Liguria                      | Liguria - 04               | Liguria - 01 (6+4)                  | La Spezia                                                                                 |                                                                        |                     |
| Emilia-Romagna (29)              | 11 - Emilia-Romagna               |                            | Emilia-Romagna - 01 (5+3)           | Emilia-Romagna - 01                                                                       | Piacenza                                                               |                     |
| Emilia-Romagna (29)              | 11 - Emilia-Romagna               | Emilia-Romagna - 02        | Emilia-Romagna - 01 (5+3)           | Parma                                                                                     |                                                                        |                     |
| Emilia-Romagna (29)              | 11 - Emilia-Romagna               | Emilia-Romagna - 03        | Emilia-Romagna - 01 (5+3)           | Reggio nell'Emilia                                                                        |                                                                        |                     |
| Emilia-Romagna (29)              | 11 - Emilia-Romagna               | Emilia-Romagna - 02 (7+4)  | Emilia-Romagna - 04                 | Modena                                                                                    |                                                                        |                     |
| Emilia-Romagna (29)              | 11 - Emilia-Romagna               | Emilia-Romagna - 02 (7+4)  | Emilia-Romagna - 05                 | Imola                                                                                     |                                                                        |                     |
| Emilia-Romagna (29)              | 11 - Emilia-Romagna               | Emilia-Romagna - 02 (7+4)  | Emilia-Romagna - 06                 | Bologna                                                                                   |                                                                        |                     |
| Emilia-Romagna (29)              | 11 - Emilia-Romagna               | Emilia-Romagna - 02 (7+4)  | Emilia-Romagna - 07                 | Carpi                                                                                     |                                                                        |                     |
| Emilia-Romagna (29)              | 11 - Emilia-Romagna               | Emilia-Romagna - 03 (6+4)  | Emilia-Romagna - 08                 | Ravenna                                                                                   |                                                                        |                     |
| Emilia-Romagna (29)              | 11 - Emilia-Romagna               | Emilia-Romagna - 03 (6+4)  | Emilia-Romagna - 09                 | Ferrara                                                                                   |                                                                        |                     |
| Emilia-Romagna (29)              | 11 - Emilia-Romagna               | Emilia-Romagna - 03 (6+4)  | Emilia-Romagna - 10                 | Forlì                                                                                     |                                                                        |                     |
| Emilia-Romagna (29)              | 11 - Emilia-Romagna               | Emilia-Romagna - 03 (6+4)  | Emilia-Romagna - 11                 | Rimini                                                                                    |                                                                        |                     |
| Toscana (24)                     | 12 - Toscana                      |                            | Toscana - 01 (5+3)                  | Toscana - 02                                                                              | Massa                                                                  |                     |
| Toscana (24)                     | 12 - Toscana                      | Toscana - 03               | Toscana - 01 (5+3)                  | Lucca                                                                                     |                                                                        |                     |
| Toscana (24)                     | 12 - Toscana                      | Toscana - 06               | Toscana - 01 (5+3)                  | Prato                                                                                     |                                                                        |                     |
| Toscana (24)                     | 12 - Toscana                      | Toscana - 02 (5+3)         | Toscana - 01                        | Grosseto                                                                                  |                                                                        |                     |
| Toscana (24)                     | 12 - Toscana                      | Toscana - 02 (5+3)         | Toscana - 05                        | Livorno                                                                                   |                                                                        |                     |
| Toscana (24)                     | 12 - Toscana                      | Toscana - 02 (5+3)         | Toscana - 09                        | Arezzo                                                                                    |                                                                        |                     |
| Toscana (24)                     | 12 - Toscana                      | Toscana - 03 (5+3)         | Toscana - 04                        | Pisa                                                                                      |                                                                        |                     |
| Toscana (24)                     | 12 - Toscana                      | Toscana - 03 (5+3)         | Toscana - 07                        | Firenze                                                                                   |                                                                        |                     |
| Toscana (24)                     | 12 - Toscana                      | Toscana - 03 (5+3)         | Toscana - 08                        | Scandicci                                                                                 |                                                                        |                     |
| Umbria (6)                       | 13 - Umbria                       |                            | Umbria - 01 (4+2)                   | Umbria - 01                                                                               | Terni                                                                  |                     |
| Umbria (6)                       | 13 - Umbria                       | Umbria - 02                | Umbria - 01 (4+2)                   | Perugia                                                                                   |                                                                        |                     |
| Marche (10)                      | 14 - Marche                       |                            | Marche - 01 (6+4)                   | Marche - 01                                                                               | Ascoli Piceno                                                          |                     |
| Marche (10)                      | 14 - Marche                       | Marche - 02                | Marche - 01 (6+4)                   | Macerata                                                                                  |                                                                        |                     |
| Marche (10)                      | 14 - Marche                       | Marche - 03                | Marche - 01 (6+4)                   | Ancona                                                                                    |                                                                        |                     |
| Marche (10)                      | 14 - Marche                       | Marche - 04                | Marche - 01 (6+4)                   | Pesaro                                                                                    |                                                                        |                     |
| Lazio (36)                       | 15 - Lazio 1 (24)                 |                            | Lazio 1 - 01 (5+3)                  | Lazio 1 - 01                                                                              | Roma: Municipio I                                                      |                     |
| Lazio (36)                       | 15 - Lazio 1 (24)                 | Lazio 1 - 02               | Lazio 1 - 01 (5+3)                  | Roma: Municipio III                                                                       |                                                                        |                     |
| Lazio (36)                       | 15 - Lazio 1 (24)                 | Lazio 1 - 03               | Lazio 1 - 01 (5+3)                  | Roma: Municipio V                                                                         |                                                                        |                     |
| Lazio (36)                       | 15 - Lazio 1 (24)                 | Lazio 1 - 02 (5+3)         | Lazio 1 - 04                        | Roma: Municipio VII                                                                       |                                                                        |                     |
| Lazio (36)                       | 15 - Lazio 1 (24)                 | Lazio 1 - 02 (5+3)         | Lazio 1 - 08                        | Velletri                                                                                  |                                                                        |                     |
| Lazio (36)                       | 15 - Lazio 1 (24)                 | Lazio 1 - 02 (5+3)         | Lazio 1 - 09                        | Guidonia Montecelio                                                                       |                                                                        |                     |
| Lazio (36)                       | 15 - Lazio 1 (24)                 | Lazio 1 - 03 (5+3)         | Lazio 1 - 05                        | Roma Municipio X                                                                          |                                                                        |                     |
| Lazio (36)                       | 15 - Lazio 1 (24)                 | Lazio 1 - 03 (5+3)         | Lazio 1 - 06                        | Roma Municipio XI                                                                         |                                                                        |                     |
| Lazio (36)                       | 15 - Lazio 1 (24)                 | Lazio 1 - 03 (5+3)         | Lazio 1 - 07                        | Roma Municipio XIV                                                                        |                                                                        |                     |
| Lazio (36)                       | 16 - Lazio 2 (12)                 |                            | Lazio 2 - 01 (3+2)                  | Lazio 2 - 01                                                                              | Viterbo                                                                |                     |
| Lazio (36)                       | 16 - Lazio 2 (12)                 | Lazio 2 - 02               | Lazio 2 - 01 (3+2)                  | Rieti                                                                                     |                                                                        |                     |
| Lazio (36)                       | 16 - Lazio 2 (12)                 | Lazio 2 - 02 (4+3)         | Lazio 2 - 03                        | Latina                                                                                    |                                                                        |                     |
| Lazio (36)                       | 16 - Lazio 2 (12)                 | Lazio 2 - 02 (4+3)         | Lazio 2 - 04                        | Frosinone                                                                                 |                                                                        |                     |
| Lazio (36)                       | 16 - Lazio 2 (12)                 | Lazio 2 - 02 (4+3)         | Lazio 2 - 05                        | Terracina                                                                                 |                                                                        |                     |
| Abruzzo (9)                      | 17 - Abruzzo                      |                            | Abruzzo - 01 (6+3)                  | Abruzzo - 01                                                                              | Chieti                                                                 |                     |
| Abruzzo (9)                      | 17 - Abruzzo                      | Abruzzo - 02               | Abruzzo - 01 (6+3)                  | Pescara                                                                                   |                                                                        |                     |
| Abruzzo (9)                      | 17 - Abruzzo                      | Abruzzo - 03               | Abruzzo - 01 (6+3)                  | L'Aquila                                                                                  |                                                                        |                     |
| Molise (2)                       | 18 - Molise                       |                            | Molise - 01 (1+1)                   | Molise - 01                                                                               | Campobasso                                                             |                     |
| Campania (38)                    | 19 - Campania 1 (20)              |                            | Campania 1 - 01 (6+3)               | Campania 1 - 01                                                                           | Giugliano in Campania                                                  |                     |
| Campania (38)                    | 19 - Campania 1 (20)              | Campania 1 - 02            | Campania 1 - 01 (6+3)               | Napoli: Quartiere 19 - Fuorigrotta                                                        |                                                                        |                     |
| Campania (38)                    | 19 - Campania 1 (20)              | Campania 1 - 03            | Campania 1 - 01 (6+3)               | Napoli: Quartiere 7 - San Carlo all'Arena                                                 |                                                                        |                     |
| Campania (38)                    | 19 - Campania 1 (20)              | Campania 1 - 02 (7+4)      | Campania 1 - 04                     | Casoria                                                                                   |                                                                        |                     |
| Campania (38)                    | 19 - Campania 1 (20)              | Campania 1 - 02 (7+4)      | Campania 1 - 05                     | Acerra                                                                                    |                                                                        |                     |
| Campania (38)                    | 19 - Campania 1 (20)              | Campania 1 - 02 (7+4)      | Campania 1 - 06                     | Somma Vesuviana                                                                           |                                                                        |                     |
| Campania (38)                    | 19 - Campania 1 (20)              | Campania 1 - 02 (7+4)      | Campania 1 - 07                     | Torre del Greco                                                                           |                                                                        |                     |
| Campania (38)                    | 20 - Campania 2 (18)              |                            | Campania 2 - 01 (5+3)               | Campania 2 - 01                                                                           | Aversa                                                                 |                     |
| Campania (38)                    | 20 - Campania 2 (18)              | Campania 2 - 02            | Campania 2 - 01 (5+3)               | Caserta                                                                                   |                                                                        |                     |
| Campania (38)                    | 20 - Campania 2 (18)              | Campania 2 - 03            | Campania 2 - 01 (5+3)               | Benevento                                                                                 |                                                                        |                     |
| Campania (38)                    | 20 - Campania 2 (18)              | Campania 2 - 02 (6+4)      | Campania 2 - 04                     | Avellino                                                                                  |                                                                        |                     |
| Campania (38)                    | 20 - Campania 2 (18)              | Campania 2 - 02 (6+4)      | Campania 2 - 05                     | Scafati                                                                                   |                                                                        |                     |
| Campania (38)                    | 20 - Campania 2 (18)              | Campania 2 - 02 (6+4)      | Campania 2 - 06                     | Salerno                                                                                   |                                                                        |                     |
| Campania (38)                    | 20 - Campania 2 (18)              | Campania 2 - 02 (6+4)      | Campania 2 - 07                     | Eboli                                                                                     |                                                                        |                     |
| Puglia (27)                      | 21 - Puglia                       |                            | Puglia - 01 (4+3)                   | Puglia - 01                                                                               | Foggia                                                                 |                     |
| Puglia (27)                      | 21 - Puglia                       | Puglia - 02                | Puglia - 01 (4+3)                   | Cerignola                                                                                 |                                                                        |                     |
| Puglia (27)                      | 21 - Puglia                       | Puglia - 03                | Puglia - 01 (4+3)                   | Andria                                                                                    |                                                                        |                     |
| Puglia (27)                      | 21 - Puglia                       | Puglia - 02 (4+2)          | Puglia - 04                         | Molfetta                                                                                  |                                                                        |                     |
| Puglia (27)                      | 21 - Puglia                       | Puglia - 02 (4+2)          | Puglia - 05                         | Bari                                                                                      |                                                                        |                     |
| Puglia (27)                      | 21 - Puglia                       | Puglia - 03 (4+2)          | Puglia - 06                         | Altamura                                                                                  |                                                                        |                     |
| Puglia (27)                      | 21 - Puglia                       | Puglia - 03 (4+2)          | Puglia - 08                         | Taranto                                                                                   |                                                                        |                     |
| Puglia (27)                      | 21 - Puglia                       | Puglia - 04 (5+3)          | Puglia - 07                         | Brindisi                                                                                  |                                                                        |                     |
| Puglia (27)                      | 21 - Puglia                       | Puglia - 04 (5+3)          | Puglia - 09                         | Lecce                                                                                     |                                                                        |                     |
| Puglia (27)                      | 21 - Puglia                       | Puglia - 04 (5+3)          | Puglia - 10                         | Galatina                                                                                  |                                                                        |                     |
| Basilicata (4)                   | 22 - Basilicata                   |                            | Basilicata - 01 (3+1)               | Basilicata - 01                                                                           | Potenza                                                                |                     |
| Calabria (13)                    | 23 - Calabria                     |                            | Calabria - 01 (8+5)                 | Calabria - 01                                                                             | Corigliano-Rossano                                                     |                     |
| Calabria (13)                    | 23 - Calabria                     | Calabria - 02              | Calabria - 01 (8+5)                 | Cosenza                                                                                   |                                                                        |                     |
| Calabria (13)                    | 23 - Calabria                     | Calabria - 03              | Calabria - 01 (8+5)                 | Catanzaro                                                                                 |                                                                        |                     |
| Calabria (13)                    | 23 - Calabria                     | Calabria - 04              | Calabria - 01 (8+5)                 | Vibo Valentia                                                                             |                                                                        |                     |
| Calabria (13)                    | 23 - Calabria                     | Calabria - 05              | Calabria - 01 (8+5)                 | Reggio di Calabria                                                                        |                                                                        |                     |
| Sicilia (32)                     | 24 - Sicilia 1 (15)               |                            | Sicilia 1 - 01 (5+3)                | Sicilia 1 - 01                                                                            | Palermo: Quartiere 11 - Settecannoli                                   |                     |
| Sicilia (32)                     | 24 - Sicilia 1 (15)               | Sicilia 1 - 02             | Sicilia 1 - 01 (5+3)                | Palermo: Quartiere 20 - Resuttana - San Lorenzo                                           |                                                                        |                     |
| Sicilia (32)                     | 24 - Sicilia 1 (15)               | Sicilia 1 - 03             | Sicilia 1 - 01 (5+3)                | Bagheria                                                                                  |                                                                        |                     |
| Sicilia (32)                     | 24 - Sicilia 1 (15)               | Sicilia 1 - 02 (4+3)       | Sicilia 1 - 04                      | Gela                                                                                      |                                                                        |                     |
| Sicilia (32)                     | 24 - Sicilia 1 (15)               | Sicilia 1 - 02 (4+3)       | Sicilia 1 - 05                      | Agrigento                                                                                 |                                                                        |                     |
| Sicilia (32)                     | 24 - Sicilia 1 (15)               | Sicilia 1 - 02 (4+3)       | Sicilia 1 - 06                      | Marsala                                                                                   |                                                                        |                     |
| Sicilia (32)                     | 25 - Sicilia 2 (17)               |                            | Sicilia 2 - 01 (3+2)                | Sicilia 2 - 05                                                                            | Barcellona Pozzo di Gotto                                              |                     |
| Sicilia (32)                     | 25 - Sicilia 2 (17)               | Sicilia 2 - 06             | Sicilia 2 - 01 (3+2)                | Messina                                                                                   |                                                                        |                     |
| Sicilia (32)                     | 25 - Sicilia 2 (17)               | Sicilia 2 - 02 (4+2)       | Sicilia 2 - 02                      | Catania                                                                                   |                                                                        |                     |
| Sicilia (32)                     | 25 - Sicilia 2 (17)               | Sicilia 2 - 02 (4+2)       | Sicilia 2 - 03                      | Acireale                                                                                  |                                                                        |                     |
| Sicilia (32)                     | 25 - Sicilia 2 (17)               | Sicilia 2 - 03 (4+2)       | Sicilia 2 - 01                      | Ragusa                                                                                    |                                                                        |                     |
| Sicilia (32)                     | 25 - Sicilia 2 (17)               | Sicilia 2 - 03 (4+2)       | Sicilia 2 - 04                      | Siracusa                                                                                  |                                                                        |                     |
| Sardegna (11)                    | 26 - Sardegna                     |                            | Sardegna - 01 (7+4)                 | Sardegna - 01                                                                             | Cagliari                                                               |                     |
| Sardegna (11)                    | 26 - Sardegna                     | Sardegna - 02              | Sardegna - 01 (7+4)                 | Carbonia                                                                                  |                                                                        |                     |
| Sardegna (11)                    | 26 - Sardegna                     | Sardegna - 03              | Sardegna - 01 (7+4)                 | Nuoro                                                                                     |                                                                        |                     |
| Sardegna (11)                    | 26 - Sardegna                     | Sardegna - 04              | Sardegna - 01 (7+4)                 | Sassari                                                                                   |                                                                        |                     |
| Valle d'Aosta (1)                | 27 - Valle d'Aosta                |                            | non previsto                        | Valle d'Aosta - 01                                                                        | Aosta                                                                  |                     |
| Trentino-Alto Adige/Südtirol (7) | 28 - Trentino-Alto Adige/Südtirol |                            | Trentino-Alto Adige - 01 (3+4)      | Trentino-Alto Adige - 01                                                                  | Trento                                                                 |                     |
| Trentino-Alto Adige/Südtirol (7) | 28 - Trentino-Alto Adige/Südtirol | Trentino-Alto Adige - 02   | Trentino-Alto Adige - 01 (3+4)      | Rovereto                                                                                  |                                                                        |                     |
| Trentino-Alto Adige/Südtirol (7) | 28 - Trentino-Alto Adige/Südtirol | Trentino-Alto Adige - 03   | Trentino-Alto Adige - 01 (3+4)      | Bolzano                                                                                   |                                                                        |                     |
| Trentino-Alto Adige/Südtirol (7) | 28 - Trentino-Alto Adige/Südtirol | Trentino-Alto Adige - 04   | Trentino-Alto Adige - 01 (3+4)      | Bressanone                                                                                |                                                                        |                     |

### Ripartizioni
| Circoscrizione | Ripartizione                          | Localizzazione |
| -------------- | ------------------------------------- | -------------- |
| Estero (8)     | Europa (3)                            |                |
| Estero (8)     | America meridionale (2)               |                |
| Estero (8)     | America settentrionale e centrale (2) |                |
| Estero (8)     | Africa, Asia, Oceania e Antartide (1) |                |